# Batalla del Sabis (54 aC)
|  | No s'ha de confondre amb Batalla del Sabis (57 aC). |

La batalla del Sabis del 54 aC, coneguda també com a segona batalla del Sabis (o del Sambre), va ser una de les batalles de la Guerra de les Gàl·lies.

## Antecedents
Amb la mort d'Induciomarus, els trèvers, més ressentits encara per la presència del procònsol a la Gàlia, van decidir buscar aliats entre els germànics de més enllà del Rin, amb els quals van intercanviar ostatges i garanties recíproques, i també entre els eburons d'Ambiòrix, els nervis i atuàtucs, mentre, al front occidental, els carnuts i sènons s'havien negat a obeir les ordres d'assistir a l'assemblea i es van revoltar amb els seus veïns contra el poder romà.
Mentre Juli Cèsar atacava els menapis, Tit Labiè va deixar a la seva fortalesa cinc cohorts, i amb les 25 cohorts restants i la cavalleria va atacar els trèvers, i prevenir el seu atac.

## Batalla
La batalla va tenir lloc prop del riu Sambre. Tit Labiè simulà retirar-se fent creure l'enemic que s'havia espantat pel seu gran nombre i havia decidit tornar al campament base, però quan els trèvers van travessar el riu en massa per iniciar la persecució de l'exèrcit romà van trobar l'exèrcit que els esperava. La batalla va ser favorable als romans

## Conseqüències
Tit Labiè va aconseguir la rendició dels trèvers i la fugida dels familiars d'Induciomarus, transferint el poder a Cingetòrix.